# Pedro José Conti

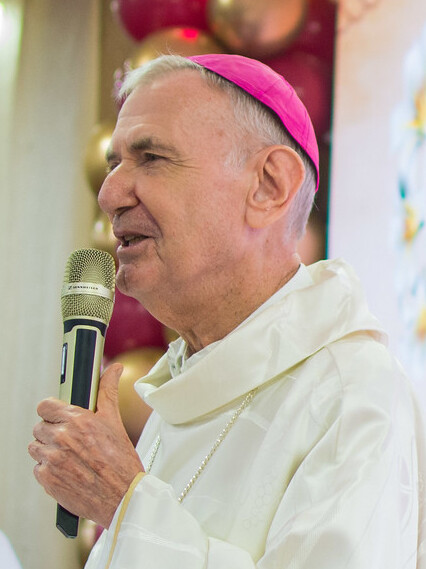
Pedro José Conti, 2024

Pedro José Conti (* 10. Oktober 1949 in Brescia, Italien) ist ein italienischer Geistlicher und emeritierter Bischof von Macapá.

## Leben
Pedro José Conti empfing am 12. Juni 1976 das Sakrament der Priesterweihe.
Am 27. Dezember 1995 ernannte ihn Papst Johannes Paul II. zum Bischof von Santíssima Conceição do Araguaia. Der Erzbischof von Belém do Pará, Vicente Joaquim Zico CM, spendete ihm am 18. Februar 1996 die Bischofsweihe; Mitkonsekratoren waren der Bischof von Bragança do Pará, Miguel Maria Giambelli B, und der Bischof von São Luíz de Cáceres, José Vieira de Lima TOR. Am 29. Dezember 2004 ernannte ihn Johannes Paul II. zum Bischof von Macapá.
Papst Franziskus nahm am 18. Dezember 2024 das altersbedingte Rücktrittsgesuch von Pedro José Conti an.